# Canichanas
Los canichanas (canesi, canisi, canechi,kanisianas o kanichanas) son una etnia amerindia de la Amazonia establecida en el municipio de San Javier de la provincia de Cercado en el departamento del Beni de Bolivia. La comunidad principal se le denominó San Pedro Nuevo.
El idioma canichana constituye una lengua aislada que solo es hablada por 3 personas.
Desde la promulgación del decreto supremo N.º 25894 el 11 de septiembre de 2000 el canichana es una de las lenguas indígenas oficiales de Bolivia, lo que fue incluido en la Constitución Política al ser promulgada el 7 de febrero de 2009.
Tras el establecimiento de las misiones jesuíticas de Bolivia los canichanas fueron agrupados en la reducción de San Pedro de los Canichanas. Allí desarrollaron nuevas actividades: la agricultura, la madera y joyería. Durante el auge del caucho a partir de la segunda mitad del siglo XIX, su talento para trabajar la madera se utilizó en la fabricación de canoas.
Debido a la falta de tierras, su actividad económica disminuyó y practican una agricultura de subsistencia y la cría de ovejas. También contratan sus servicios con los ganaderos de la región. También debido a la falta de tierra disponible en su área, no se han presentado reclamaciones en relación con la creación de un territorio asignado a ellos de propiedad colectiva.
Una estimación de 1996 daba una población de 582 individuos. La población que se autorreconoció como canichana en el censo boliviano de 2001 fue de 208 personas, mientras que este número aumentó a 899 en el censo de 2012.